# Часовая башня Святого Марка
Часовая башня или Торре-делл’Оролоджо (итал. Torre dell'orologio) — здание в северной части площади Святого Марка в Венеции, архитектурный памятник раннего итальянского Возрождения. Одна из самых известных достопримечательностей города. Здание включает в себя башню с часами и более низкие постройки с каждой стороны. Оно примыкает к восточной оконечности Прокураций. Башня и часы датируются последним десятилетием XV столетия, хотя впоследствии в часовой механизм были также внесены значительные изменения. Место для башни было выбрано так, чтобы часы были видны из вод лагуны и демонстрировали всем богатство и славу Венеции. Нижние два этажа башни создают монументальную арку, ведущую на главную улицу города, Мерчерию, которая связывает политический и религиозный центр (Площадь Сан-Марко) с коммерческим и финансовым центром (Риальто). Сегодня это одно из 11 мест, управляемых Общественным фондом музеев Венеции.

## Общее описание
На террасе на вершине башни находятся две большие бронзовые статуи, скреплённые шарнирами на уровне талии, бьющие в колокол. Одна из них изображает старого человека, другая — молодого, дабы показать течение времени; хоть они представляют собой пастухов (они одеты в овечьи шкуры) либо гигантов (фигуры крупной формы и большого веса, чтобы их можно было распознать издалека), они также известны как «Мавры» из-за тёмного налёта на бронзе. Колокол также оригинален и подписан неким Симеоне, который отлил его в Арсенале в 1497 году.
Под этим этажом, на голубом фоне с золотыми звёздами стоит крылатый лев с открытой книгой — символ Святого Марка, покровителя Венеции. Изначально, там находилась статуя дожа Агостино Барбариго (дож 1486-1501), стоящего на коленях перед львом, но в 1797 году, после того, как город сдался Наполеону, статуя была убрана французами, которые очищали город от остатков старого режима.
Ещё ниже находится полукруглая галерея со скульптурой сидящей Девы Марии с Младенцем из кованной меди. С каждой стороны есть голубая панель, показывающая время: слева римскими цифрами показывается количество часов, а справа арабскими — минуты (с интервалом в 5 минут). Дважды в год, на Богоявление (6 января) и на Вознесение (в четверг на 40-й день после Пасхи), в одной из дверей, обычно занятых этими числами, появляются три волхва, которых ведёт ангел с трубой, и шествием проходят по галерее, преклоняясь перед Мадонной и Младенцем, прежде чем скрыться в другой двери.
Ниже располагается большой циферблат с сине-золотой отделкой внутри мраморной окружности с выгравированными на ней римскими цифрами: 24 часами дня. Золотая стрелка с изображением солнца двигается по кругу и показывает время в часах дня. Внутри мраморного обрамления под солнечной стрелкой имеются позолоченные знаки зодиака (датируются 1490-ми годами), они вращаются немного медленнее, чем стрелка, чтобы показать положение Солнца в зодиаке. В центре циферблата находится Земля, немного далее располагается Луна, которая вращается, чтобы показать свои фазы, в окружении недвижимых звёзд. Фон сделан из голубой эмали. Синие круглые отверстия в каждом из четырёх углов сейчас не используются.

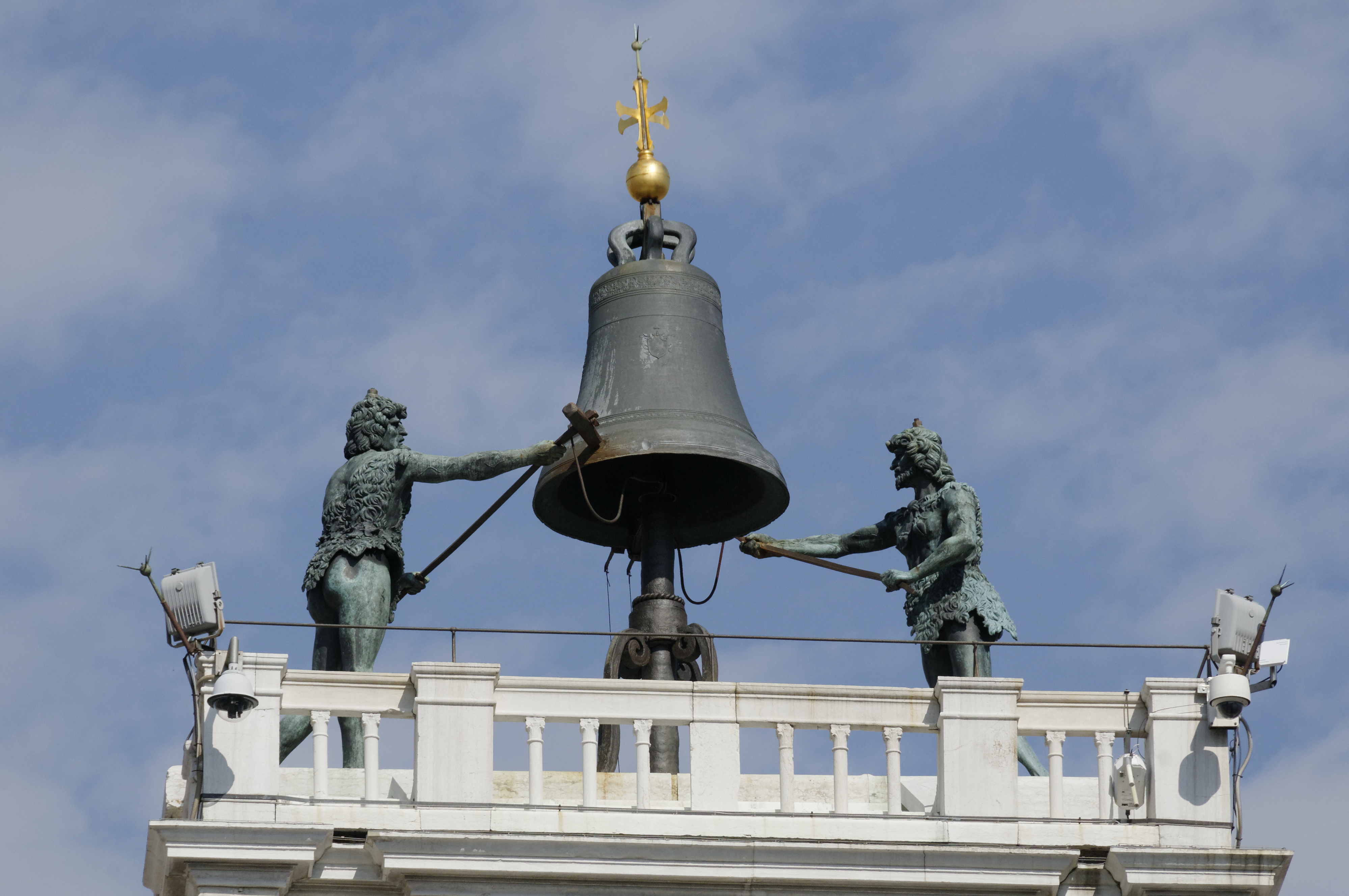
Фигуры мавров на верхней террасе
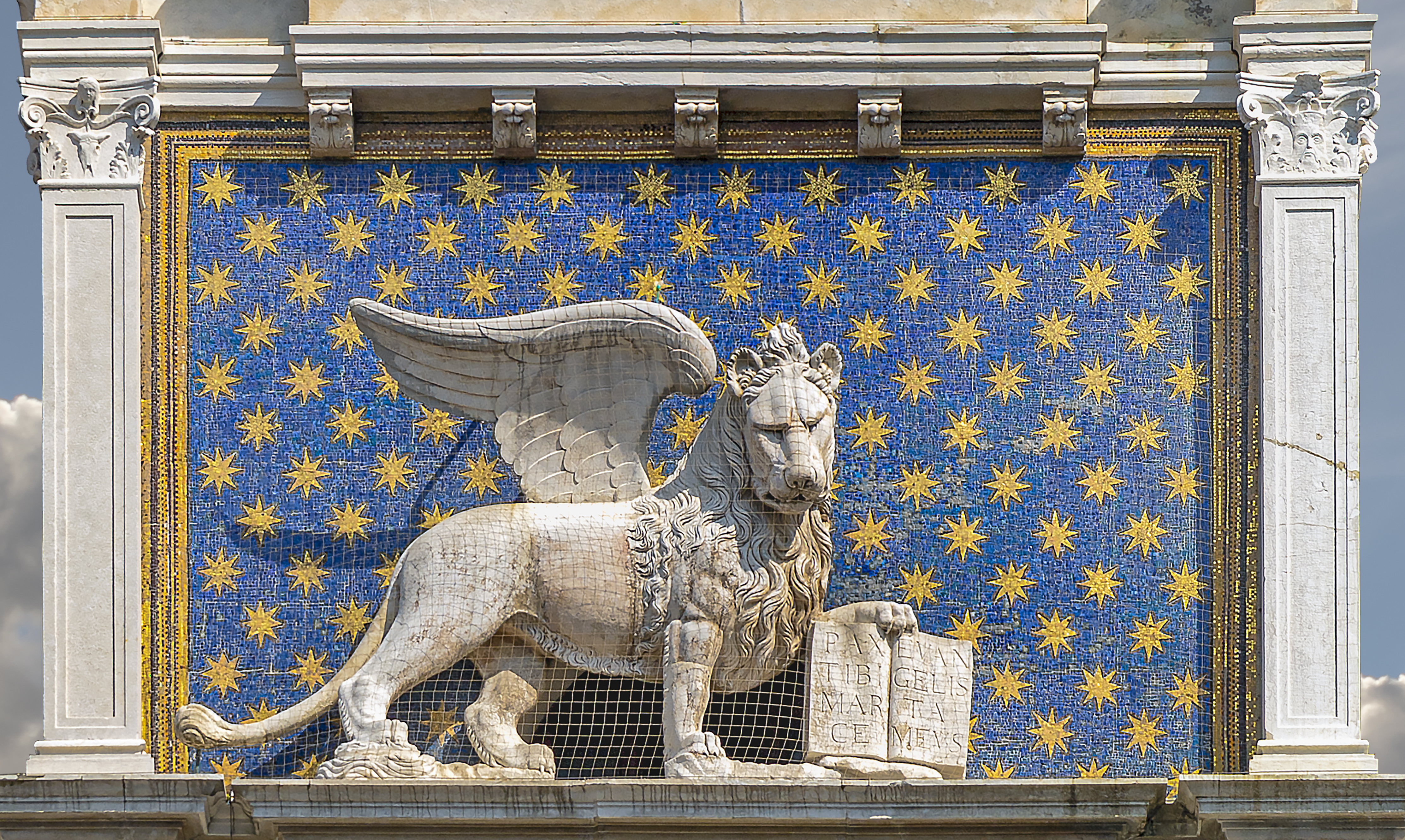
Символ Святого Марка: Крылатый лев с книгой
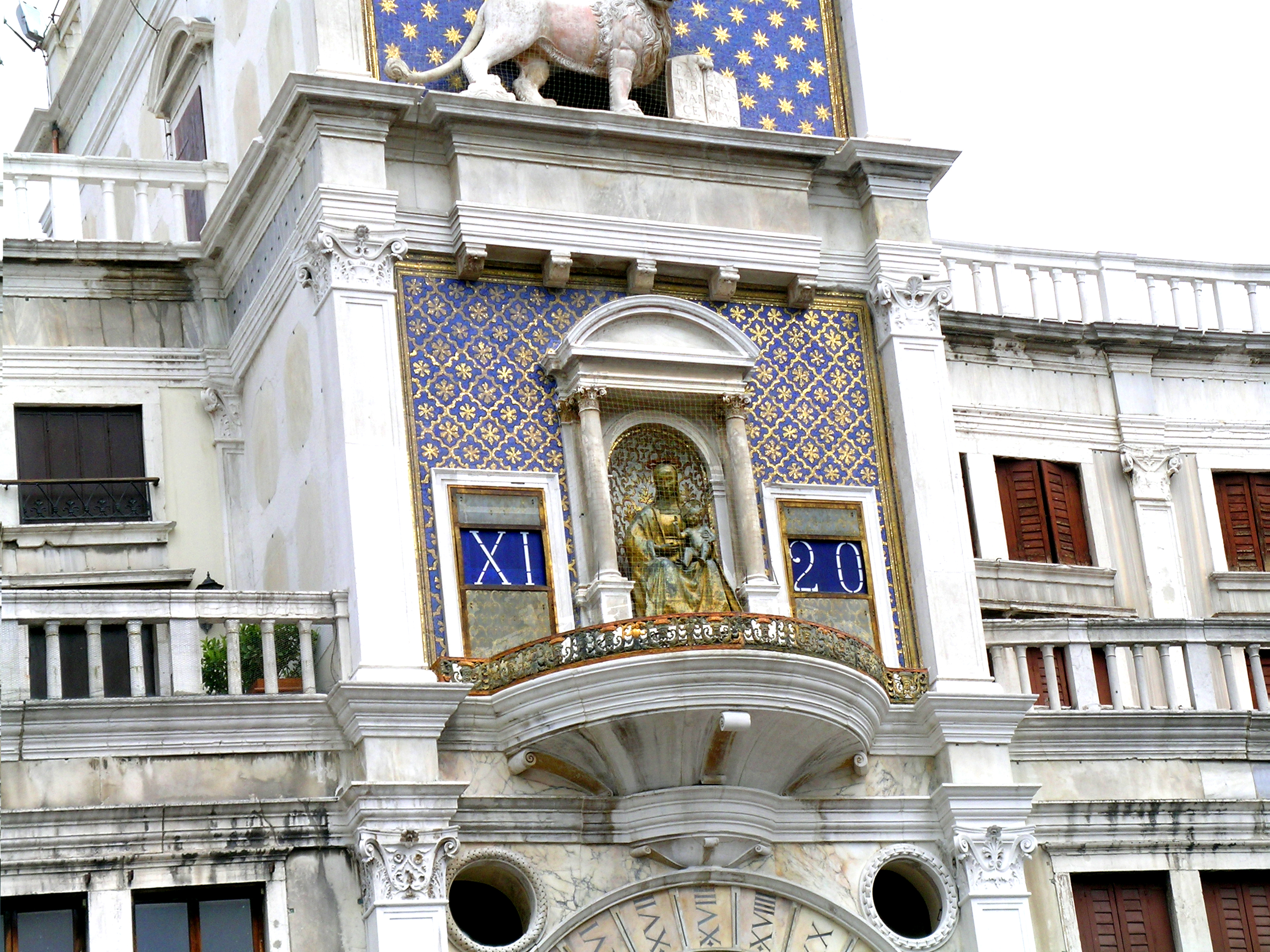
Полукруглая галерея
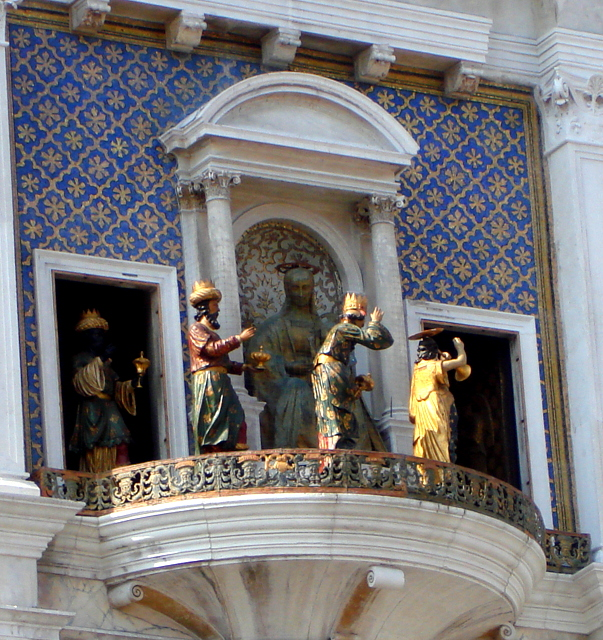
Скульптурная группа галереи: Дева Мария с Младенцем и три волхва, которых ведёт ангел
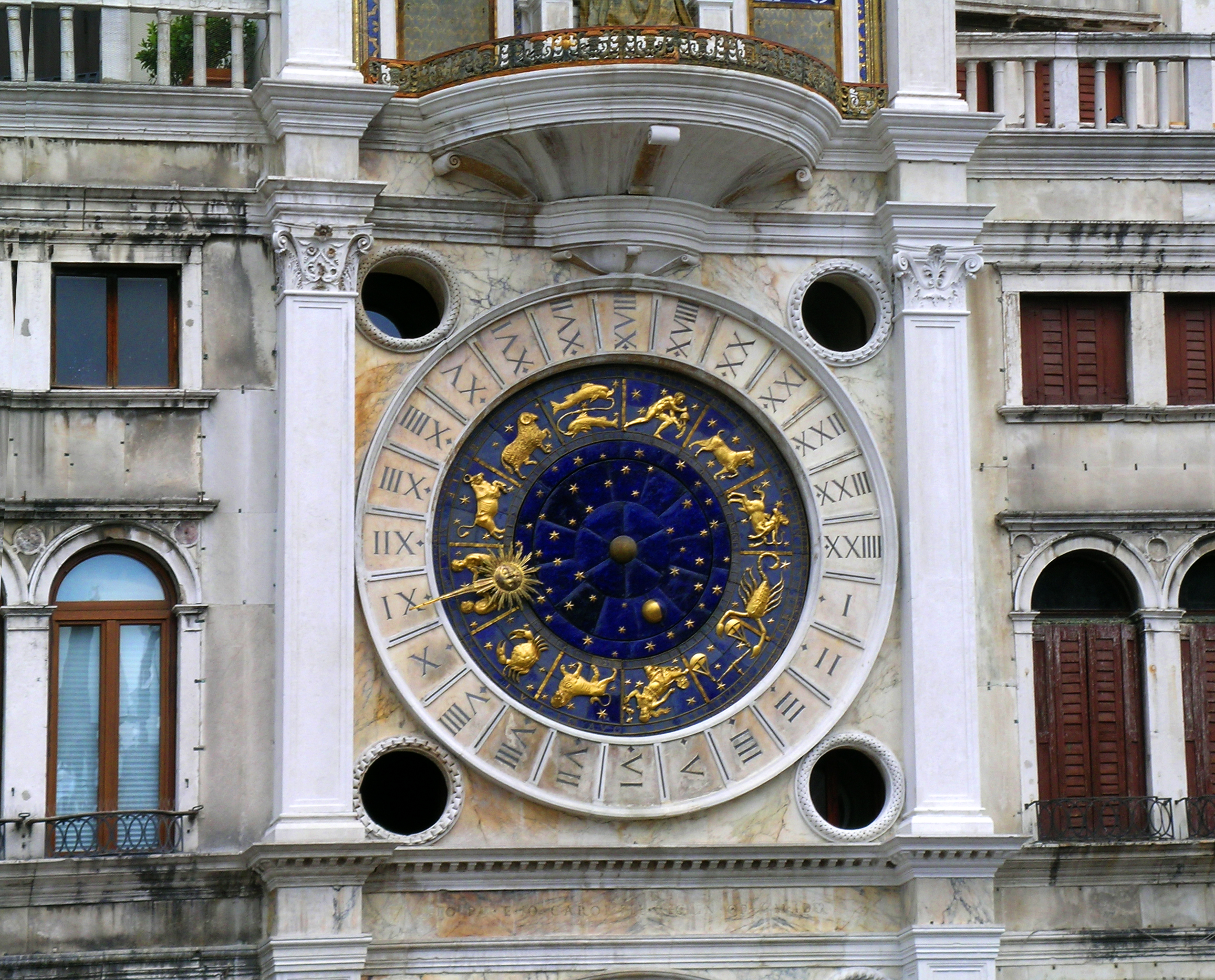
Большой циферблат

Под циферблатом находится арка высотой в два этажа, через которую от площади Сан-Марко к Риальто проходит улица под названием Мерчерия (Merceria — «Галантерейная, или Торговая»). Эта часть улицы называется Merceria dell’Orologia — «Торговая часовая»). Здания по обеим сторонам башни с начала XVIII века сдавались под магазины, отсюда название улицы.
С противоположной стороны башни над аркой есть второй циферблат, который виден людям, идущим по направлению к площади. Это более простые часы, но также с мраморным обрамлением обозначенными на нём 24 часами, только в два ряда по 12 часов каждый. Солнечная стрелка, указывающая время, является единственным движущимся элементом циферблата.

## Строительство башни и часов
К 1490 году старые часы на северо-западном углу церкви Святого Марка, носившие имя святого Алипия, находились в плохом состоянии, и в 1493 году Сенат принял решение о строительстве новых часов. Строительство часов был поручено отцу и сыну, Джан Паоло и Джан Карло Раньери из Реджо-нель-Эмилии. В 1495 году Сенат решил, что башня, несущая часы, должна была быть возведена там, где улица Мерчерия покидает площадь. Чтобы освободить место, прежние здания были снесены и строительство началось в 1496 году.
По стилевым признакам, возведение башни обычно приписывают Мауро Кодуччи (хотя без документального подтверждения). Мерчерия проходит через арку у подножия башни. Вероятно, Кодуччи позаимствовал идею проекта из трактата Леона Баттисты Альберти «Десять книг о зодчестве» (De re aedificatoria) (1452), в котором выдающийся теоретик архитектурной композиции акцентирует внимание на важности башен для города и соответствии монументальной арки входу на главную улицу города.
Имя скульптора, создавшего бронзовые скульптуры, до сих пор точно не известно. Часто они приписываются Паоло Савину, но опубликованная в 1984 году статья приводит к заключению, что наиболее вероятным кандидатом является Антонио Риццо. Статуи были отлиты бронзой Амброджо делле Анкоре в 1494 году.

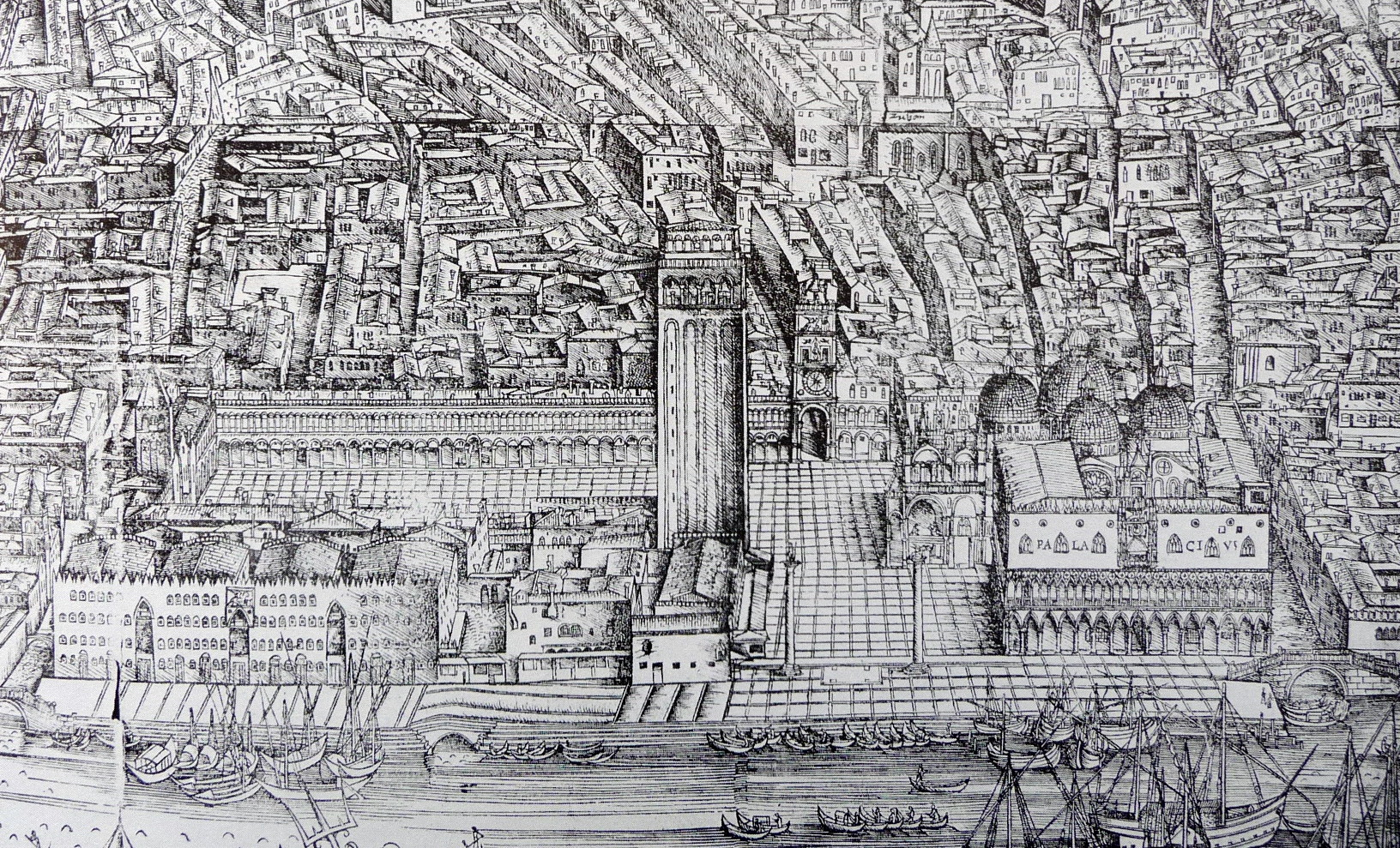
Гравюра на дереве Якопо де Барбари 1500 года

Башня была построена в период с 1496 по 1497 год, а механизм часов был сконструирован при Раньери. На украшение башни и часов не жалели средств, в больших количествах использовались ультрамарин и сусальное золото. Даже «Мавры» были позолочены. Торжественное открытие башни с часами пришлось на 1 февраля 1499 года. Марино Санудо написал в своём дневнике об этом дне, что часы были открыты и представлены взгляду в первый раз как раз тогда, когда дож покидал площадь и направлялся на вечерню в церковь Санта-Мария-Формоза, добавляя, что это было сделано очень красиво и с большим мастерством.
Кодуччи умер в 1504 году и флигели по сторонам башни были пристроены в 1506 году (возможно, для придания большей устойчивости зданию в целом).
Большая гравюра на дереве Барбари, датируемая 1500 годом, показывает только что построенную башню, до того, как к ней были добавлены пристройки, поднимающуюся над Прокурациями постройки XII века с каждой стороны. Эти Прокурации были ниже, чем нынешние строения, и только с одним этажом над арками, поэтому тогда башня была самым высоким зданием на этой стороне площади.

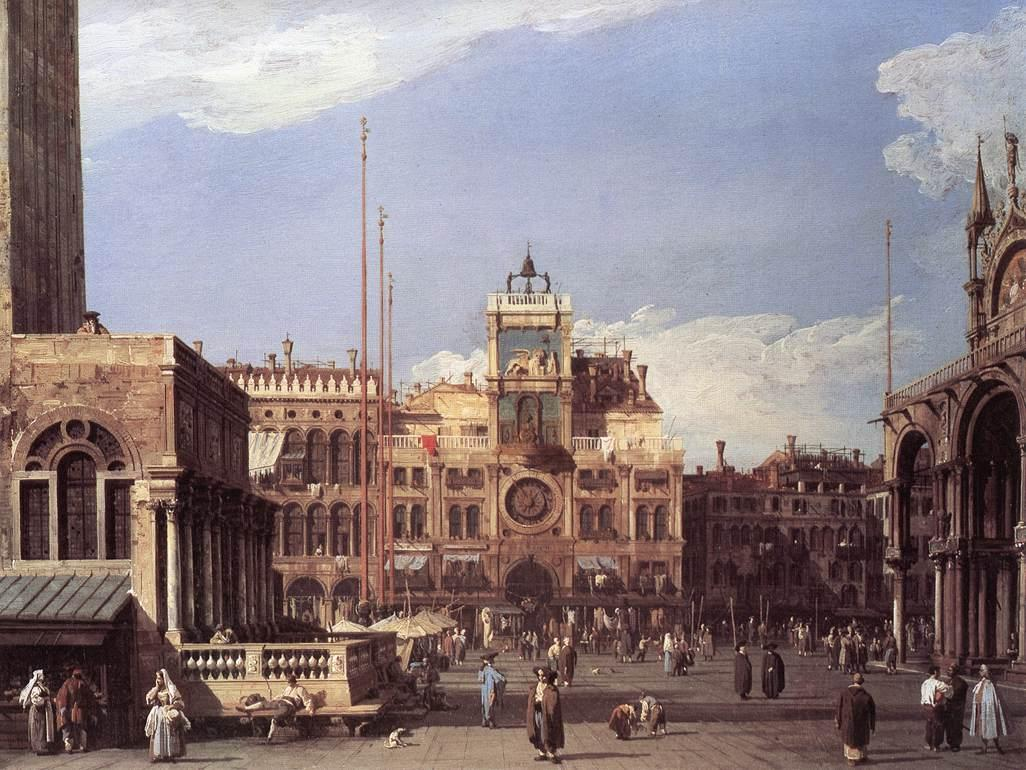
Картина Каналетто. Ок. 1730 года

Постройку флигелей часто приписывают Пьетро Ломбардо, которые позднее перестроил здание Прокураций на этой же стороне площади, но флигели не имеют особого различия и более вероятно сконструированы Гонеллой, который был proto (начальником строительства) района Святого Марка. Изначально, флигели были двумя этажами ниже, чем теперь, с крышами на уровне современных террас. Рисунок Каналетто 1730 года изображает башню до того, как к флигелям достроили ещё один этаж. С виду, тогда башня казалась выше, чем была на самом деле, и это только придавало величественного вида зданию, служившему входом в большой город.
К 1500 году, старший Раньери умер. Договорились, что его сын должен остаться в Венеции, чтобы смотреть за часами, и ему были предоставлены некоторые льготы, что обеспечило ему хороший доход. Он проживал в Венеции вплоть до своей смерти в 1531 году.

## Изменения в башне и часах

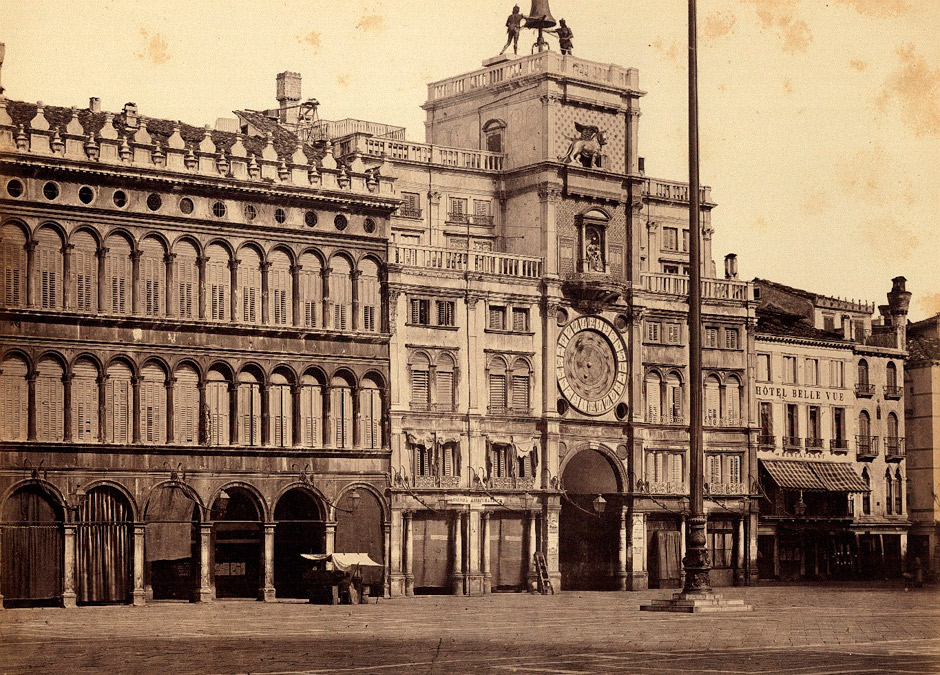
Часовая башня в 1860-1870 годах. Фотография Карло Понти

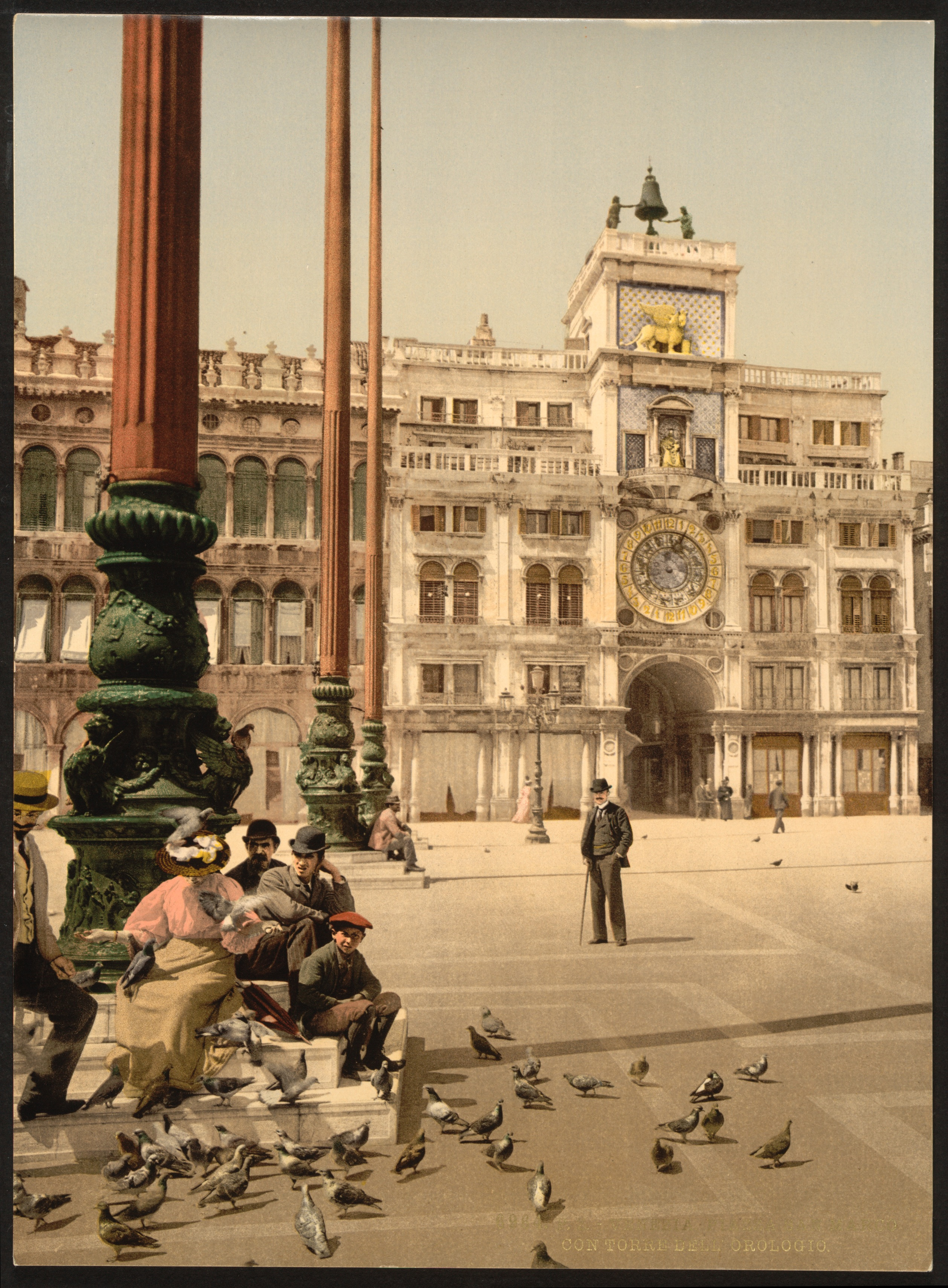
Площадь Святого Марка. Часовая башня. 1890-е

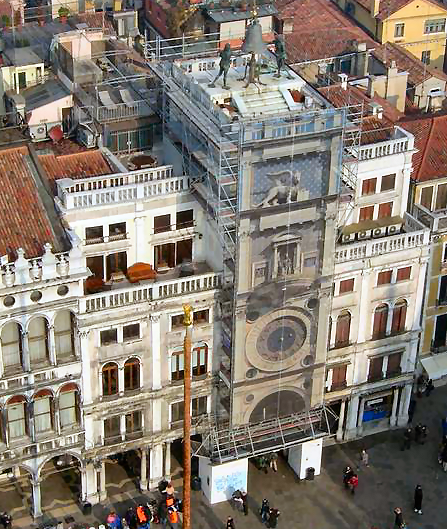
Реставрация башни в 2004 году

К 1531 году, после смерти Карло Раньери, часы уже не работали должным образом. Совет Десяти решил, что человек, постоянно присматривающий за часами, должен жить во флигеле башни и быть ответственным за поддержание часов в рабочем состоянии. Позднее, в 1551 году, ответственному за площадь архитектору Якопо Сансовино было поручено докладывать о состоянии башни и часов. Уже тогда зданию требовался капитальный ремонт, но к 1581 году, его сын Франческо опубликовал описание Венеции, и казалось, что всё было в порядке.
Незадолго до 1663 года, циферблат был вычищен и голубые и золотые цвета были «как новенькие». Уже к этому времени шествие волхвов не проходило ежедневно, оно имело место только в определённые праздники и также каждый час в дни празднования Вознесения Христа.
К 1750 году и башня, и часы нуждались в ремонте и реставрации. В 1751 году для реставрации зданий был приглашён архитекторДжорджо Массари. В 1755 году началась работа по строительству двух дополнительных этажей над террасами на крышах обоих флигелей. В 1757 году Массари сменил Андреа Камерата. В этом же году к фасаду нижнего этажа были добавлены восемь колонн, по-видимому, для дополнительной прочности.
Реставрировать часы был назначен Бартоломео Феррачина. Он внёс много улучшений, поменяв принцип движения с фолиота на маятниковую систему, которая была намного точнее. Полосы на циферблате, ранее показывавшие кажущееся движение планет вокруг Земли, были убраны. Мраморный круг, который был отмечен 24 часами, как и сейчас, был накрыт кругом, показывавшим два ряда по 12 часов, а «Мавры» тоже стали звонить в колокол в 12-часовом цикле, с особым звоном в 132 удара в полдень и в полночь. Эти изменения были завершены к 1757 году. Затем Феррачина обратил внимание на механизм шествия волхвов, который не работал уже много лет. Новый механизм начал работать в 1759 году на Вознесение. Чтобы предотвратить чрезмерный износ механизма, он стал действовать только в течение двух недель после Вознесения.
К 1855 году снова стал необходим ремонт. Верхний этаж башни был укреплён, а лестницы были заменены на металлические. В 1858 году Луиджи де Лучия отремонтировал и сделал дальнейшие изменения в часовом механизме, притом оставив основы улучшений, сделанных Бартоломео Ферречина.
В это время была добавлена совершенно новая деталь, так что теперь часы показывали более точное время, чем когда либо раньше. Теперь панели появлялись в дверных проёмах с каждой стороны от статуи Мадонны с Младенцем. Левая панель показывала часы, а правая — минуты (со сменой каждые пять минут), у каждой белые числа на голубом фоне. Но числа закрывали путь для волхвов, и вскоре были разработаны специальные механизмы для их поднятия. Изначально, за ними располагались газовые фонари, так что числа были видны и ночью. Механизм, управлявший числами, вызывал проблемы и не работал должным образом до 1866 года. Другие улучшения и изменения были также сделаны в 1865-1866 годах Антонио Тревизаном и Винченцо Эмо.
Два 12-часовых ряда оставались на циферблате до 1900 года, когда был обнаружен изначальный 24-часовой круг под ними, и они были убраны с башни.
Дальнейшие корректировки были сделаны в 1953 году. Последняя серия изменений и улучшений (некоторые из которых вызвали разногласия среди специалистов) производилась в период с 1998 по 2006 годы (через пятьсот лет после того, как башня и часы были впервые завершены).

## Посещение башни
Крутая и узкая лестница внутри здания выходит на террасу на крыше, проходя по пути часовой механизм. Экскурсии, проводимые на английском, французском и итальянском, нужно заказывать заранее. В башню пускают только группы не более 12 человек 4 раза в день.